# زالومون كوستر
زالومون كوستر هو صانع الساعات هولندي، ولد في عقد 1620 في هارلم في هولندا، وتوفي في 1659 في لاهاي في هولندا.